# Dominique Castellan
Pour les articles homonymes, voir Castellan.
Dominique Castellan (Dominique Joseph Marie Paul Castellan) né le 4 août 1856 à Roquevaire et mort le 12 mai 1936 à Chambéry est un archevêque français, archevêque métropolitain de Chambéry après avoir été évêque de Digne.

## Biographie
Fils de Louis-Marie Castellan, négociant à Marseille et maire de 1857 à 1861 de Roquevaire, Dominique Castellan est un arrière-petit-neveu du cardinal Paul d'Astros et du chanoine Jean Castellan, et un neveu du nouvelliste Edmond Castellan. Dominique Castellan est un « Blanc du Midi », héritier de la tradition monarchiste et catholique bousculée par les révolutions. Sa famille Castellan est originaire des communes provençales de Signes au xvie siècle puis de Tourves au xviie siècle.
Après des études chez les dominicains à Oullins pour préparer le concours de l'école Polytechnique, Dominique Castellan entre au grand séminaire de Marseille, dirigé par les lazaristes, abandonnant à la demande de sa mère ses désirs de rentrer chez les dominicains. Il est ordonné prêtre le 29 juin 1880, vicaire à Saint-Charles de Marseille en 1890. En 1892, il est aumônier de l'Institut de aveugles fondés par l'abbé Dassy. Nommé curé de Montredon en 1893, il est aussi rédacteur à l’Echo de Notre-Dame de la Garde et directeur des institutions des jeunes aveugles et des sourds-muets. Il est également membre du mouvement d'action catholique « Sainte-Famille » développé en France par Philibert Vrau.
En 1897, il est nommé vicaire général de l'évêque de Marseille Louis Robert. Il est préconisé le 13 juillet 1906 au siège épiscopal de Digne, consacré évêque le 26 août par Pierre Paulin Andrieu avec comme co-consécrateurs Prosper-Amable Berthet et Félix Guillibert, et nommé la même année par Félix Guillibert (son petit-cousin au second degré) chanoine d'honneur de la cathédrale de Fréjus. Promu à Chambéry par décret pontifical, il succède, en juillet 1915, au cardinal Dubillard, décédé. Dominique Castellan est partisan des anciens usages (port du rabat, prononciation française du latin), ses idées sont proches de celles de l’Action française.
Il est l'un des signataires de la déclaration sur les lois dites de laïcité de 1925.

## Les signes distinctifs de l’évêque

### Armoiries épiscopales

#### Évêque de Digne
Les armoiries sont composées comme suit :
- En tête, le chapeau héraldique vert à trois rangées de glands. Au-dessus de l'écu sont positionnées « la crosse et la mitre, celle-ci à dextre, l'autre à senestre ». Ces éléments sont les insignes de sa dignité épiscopale ;
- L'écu est de forme gothique, il est posé sur la croix de saint Dominique. Cette croix rappelle le jour de naissance de l'évêque (le 4 août, fête de saint Dominique fixée par Grégoire IX en 1234 avant que Vatican II ne la décale au 8 août), son prénom, son éducation dominicaine (à Oullins), et son agrégation au tiers-ordre.
- Un rosaire pend de l'écu, et la croix terminant ce rosaire est celle du chapitre de la cathédrale de Marseille, en référence à son diocèse d'ordination sacerdotale, ses fidèles et amis, et ses évêques qui ont ordonné Dominique Castellan prêtre et évêque.

Le blason épiscopal est de gueules au castel d’argent sur des collines au naturel, à l’élan d’argent appuyé contre la tour ; au chef cousu d’azur chargé de 3 étoiles d’or, 2 et 1 :
- Le castel et l'élan sont les armes parlantes de sa famille, le fond de gueules (rouge, remplaçant le fond familial d'azur) est choisi en référence au « ciel de feu » sous lequel l'évêque se considérait vivre ;
- Le chef des 3 étoiles d'or sur fond azur est une référence au blason de son arrière-grand-oncle le cardinal Paul-Thérèse-David d'Astros ;
- Les collines (parfois décrites comme « rocs variés ») rappellent son pays natal ainsi que les collines du diocèse dont il est l'évêque[11].

#### Archevêque métropolitain de Chambéry
L'évêque a gardé les mêmes armoiries épiscopales que lorsqu'il était évêque de Digne, l'unique différence étant l'ajout d'une quatrième rangée de glands du fait de sa dignité d'archevêque.

## Succession apostolique
Dominique Castellan a ordonné les évêques suivants :
- Évêque Louis Termier (1919)
- Évêque Joanny Thévenoud, M. Afr. (1922)
- Évêque Cosme-Benjamin Jorcin (1924)
- Évêque Auguste Grumel (1924)

### Devise épiscopale
La devise épiscopale se compose de ces mots en français : « Pour le Bon Dieu ». Ces paroles du père Eugène Captier, martyr d'Arcueil, avaient marqué la jeunesse de l'évêque, qui les avait choisies comme règle de vie et ne voulait pas en changer en tant qu'évêque.

## Publications

### Ouvrages
- Notre-Dame de La Garde : histoire et description, Vanves, éd. Impr. franciscaine missionnaire, 1893, 187 p. (lire en ligne sur Gallica) ;

- Les Temps héroïques d'une fondation. L'Abbé Dassy et les jeunes aveugles de Marseille, Chambéry, Institut des jeunes aveugles, 1924, 113 p. (Notice sur data.bnf.fr).

### Préfaces
- Sœur Marie-Marthe Chambon, religieuse de la Visitation Sainte-Marie de Chambéry, 1841-1907, Chambéry, éd Monastère de la Visitation, Imprimeries Réunies, 1928, 316 p. (lire en ligne sur Gallica).
- Beata : biographie de Ghislaine, Myriam de G., Averbode, Bonne presse, Paris, Casterman, 1938, 71 p. (Notice sur data.bnf.fr)

### Discours et allocutions
- Éloge funèbre du T.R.P. Jourdan, premier assistant du vicaire général du Tiers ordre enseignant de saint Dominique, ancien prieur de l'École Saint-Thomas-d'Aquin à Oullins, prononcé dans la chapelle de l'école, le 21 janvier 1890, Lyon, E. Vitte, 1890, 26 p. (Notice sur data.bnf.fr) ;
- Eloge funèbre de M. l'abbé Payan d'Augéry, vicaire général de Marseille, prononcé le 14 janvier 1898 dans l'église Saint-Nicolas-de-Myre à Marseille, Nîmes, impr. de Lafare frères, 1898, 15 p. (Notice sur data.bnf.fr) ;
- Panégyrique du vénérable curé d'Ars (J.-M.-B. Vianney), prononcé à Ars, le 4 août 1900, Châtillon-sur-Chalaronne, impr. de L. Chaduc, 1900, 15 p. (Notice sur data.bnf.fr) ;
- Allocution prononcée par S.G. Mgr Dominique Castellan ... dans la chapelle du château d'Allemagne, à l'occasion du mariage du Mis de Ripert-Monclar et de Mme de Ripert-Barret, veuve de M. Ernest Quarré de Verneuil, le 29 février 1908, Digne, Impr. de E. Chaspoul, 1908, 14 p. (lire en ligne sur Gallica) ;
- Deux Mariages. Allocutions prononcées par Mgr Castellan ... au mariage de son neveu M. Jean Alexis avec Mlle Amélie Sayou et à celui de sa nièce Mlle Marie-Antoinette Alexis avec M. Vincent Denoize, avril-mai 1913, Digne, Impr. de Chaspoul, 1913, 33 p. (Notice sur data.bnf.fr) ;
- Allocution pour le mariage de M. Joseph de Maistre,... et Mlle Henriette de La Croix, prononcée le 10 juillet 1918, Chambéry, Impr. générale savoisienne, 1918, 8 p. (Notice sur data.bnf.fr) ;
- Facultés catholiques de Lyon. Assemblée générales des évêques et séance solennelle de rentrée du 12 novembre 1919 [Discours de Mgr Castellan, de Mgr Lavallée, rapport de M. Condamin, allocution du cardinal Maurin], Lyon, Impr. de E. Vitte, 1920, 63 p. (Notice sur data.bnf.fr).

### Lettres pastorales
- Lettre pastorale et Mandement de Mgr... pour annoncer sa prochaine consécration et son entrée dans la ville épiscopale, et pour publier l'encyclique Gravissimo, datée du 20 aout 1906, Digne, Impr. de Chaspoul et Vve Barbaroux, 1906, 20 p. (Notice sur data.bnf.fr) ;
- Sur les deux sables du Nouveau Testament, et mandement pour le carême de l'an de grâce 1908, datée du 25 février 1908, Digne, Impr. de Chaspoul, 1908, 14 p. (Notice sur data.bnf.fr) ;
- Sur la situation présente de l'Eglise, et mandement pour le carême de 1909, datée du 16 février 1909, Digne, Impr. de Chaspoul, 1909, 14 p. (Notice sur data.bnf.fr) ;
- Sur le malheur d'une société sans Dieu, et mandement pour le Carême de 1910, datée du 2 février 1910, Digne, Impr. de Chaspoul, 1910, 18 p. (Notice sur data.bnf.fr) ;
- Sur l'application du décret de N. S. P. le Pape au sujet de la première communion, datée de 1910, Digne, Impr. de Chaspoul, 1910, 10 p. (Notice sur data.bnf.fr) ;
- Sur la laïcité ou le mensonge de la science sans Dieu, et mandement pour le Carême 1911, datée du 13 février 1911, Digne, Impr. de Chaspoul, 1911, 18 p. (Notice sur data.bnf.fr) ;
- Fidélité à Jésus-Christ. Mandement de carême 1912., datée du 13 février 1912, Digne, Impr. de Chaspoul, 1912, 17 p. (Notice sur data.bnf.fr)
- Sur les luttes et les triomphes de l'Église, et mandement pour le carême de 1913, datée du 25 janvier 1913, Digne, Impr. de Chaspoul, 1913, 17 p. (Notice sur data.bnf.fr) ;
- Sur l'esprit de sacrifice, et mandement pour le Carême de 1914, datée du 13 février 1914, Digne, Impr. de Chaspoul, 1914, 32 p. (Notice sur data.bnf.fr) ;
- Sur la voix de Dieu dans les événements, et mandement pour le Carême de 1915, datée du 11 février 1915, Digne, Impr. de Chaspoul, 1915, 21 p. (Notice sur data.bnf.fr) ;
- Lettre pastorale (n°1) ..., à l'occasion de la prise de possession de son siège métropolitain et de son entrée dans le diocèse, datée du 29 aout 1915, Chambéry, Impr. générale savoisienne, 1915, 11 p. (Notice sur data.bnf.fr) ;
- Lettre (n°2) ... au clergé de son diocèse [relative au mois du Rosaire], datée du 29 septembre 1915, Chambéry, Impr. générale savoisienne, 1915, 4 p. (Notice sur data.bnf.fr) ;
- Lettre (n°3) ..., sur la fête des Trépassés et sur la quête du denier du clergé, datée du 25 octobre 1915, Chambéry, Impr. générale savoisienne, 1915, 4 p. (Notice sur data.bnf.fr) ;
- Lettre (n°4) ... au clergé et aux fidèles de son diocèse [relative à "l'emprunt de la victoire."], datée du 24 novembre 1915, Chambéry, Impr. générale savoisienne, 1915, 2 p. (Notice sur data.bnf.fr) ;
- Sur la famille, et mandement pour le carême de 1920, Chambéry, Impr. générale savoisienne, 1920, 18 p. (OCLC 491914551).

### Lettres publiées
- Corps blessés, cœurs meurtris, âmes immortelles, allocutions à des blessés, discours de circonstance, Abbé Th. Paravy, Paris, P. Téqui, 1917, 379 p. (Notice sur data.bnf.fr) ;
- La Vie mystique dans les tranchées. Lucien Chabord, novice de la Compagnie de Jésus, lieutenant au 54e chasseurs alpins, 1890-1916, Albert Valensin, Paris, J. Gabalda, 1918, 83 p. (Notice sur data.bnf.fr) ;
- Les chevaliers de la Brousse : pour Dieu et pour les âmes !, Pierre Rossillon, Genève, P. Chauffat, 1922, 327 p. (lire en ligne sur Gallica)
- Histoire des évêques de Toulon, Emile Bouisson, Toulon, Impr. de G. Rougeolle, 1927, 283 p. (Notice sur data.bnf.fr).